# Początek
Początek (łac. initium, origo) – w dawnym prawie polskim okoliczność wyłączająca lub ograniczająca publiczną odpowiedzialność karną sprawcy.
Przez „początek” rozumiano zaczepkę słowną lub czynną. Jeżeli w wyniku „początku” zaczepiający został ranny lub zabity, zaczepiony był zwolniony z odpowiedzialności karnej przed państwem (władcą). Zaczepienie dotyczyło nie tylko dającego odpór, ale również jego bliskich lub poddanych. Statuty Kazimierza Wielkiego przewidywały tylko bezkarność zranienia w wyniku „początku”. Praktyka rozszerzyła jednak jego stosowanie także na zabójstwo. W przypadku zabójstwa popełnionego „z początku” zabitego niedopuszczalny był również odwet (statut zakroczymski – 1390).  Bezkarność odnosiła się do kary publicznej (siedemdziesiąt, wieża, kara śmierci). Nie powodowała jednak zwolnienia z obowiązku zapłaty główszczyzny rodzinie zabitego, czy nawiązki zranionemu (kara prywatna).
W przypadku „początku” nie musiała istnieć adekwatność pomiędzy zagrożeniem a środkami podjętymi dla jego odparcia, tak jak jest to przy obronie koniecznej. Czyli zaczepka słowna mogła spotkać się z bezkarną  reakcją polegającą na przykład na pobiciu i zranieniu, a nawet zabójstwie. Konieczną przesłanką bezkarności był natomiast natychmiastowy odpór „początku”, czyli działanie bezpośrednio po zaczepce. 
W postępowaniu przed sądem dla udowodnienia początku ważne znaczenia miała bliższość do dowodu, zwłaszcza gdy jedynym środkiem dowodowym była czasem przysięga, gdyż spory wynikłe „z początku” dość często odbywały się bez świadków. Fragment roty przysięgi współprzysiężnika pozwanego Mirosława, udowadniającego, że działał w wyniku danego mu „początku”,  podczas procesu w 1401 roku: co Mirosław uczynił, to uczynił Maciejowym początkiem i bieżał za jego dom i wzdawał mu złe słowa.
Poważne zmiany w zakresie uznawania początku zaszły w drugiej połowie XV wieku. W 1472 roku na Mazowszu zniesiono w ogóle początek w razie zabójstwa szlachcica, pozostawiając go przy zranieniu szlachcica oraz zabójstwie chłopa. W tym ostatnim przypadku główszczyznę lub nawiązkę  otrzymywał tylko pan poddanego chłopa, w przypadającej mu części. W Królestwie konstytucja z 1494 roku ograniczyła „początek” tylko do wypadków mężobójstwa dokonanego w wyniku gwałtownego „początku” na publicznej drodze lub  zagrażającego majątkowi, życiu albo czci bliskich. Nadal uznawany był „początek” w przypadku zranienia.